# Курганприбор
АО "НПО «Курганприбор» — российское предприятие, производящее широкий спектр продукции для оборонного комплекса. Длительное время специализируется на выпуске приборной и втулочной продукции оборонного и гражданского характера. Находится в городе Кургане. Из-за вторжения России на Украину предприятие находится под международными санкциями Евросоюза, США и других стран

## История предприятия

### Курганский механический завод
В ноябре 1941 года на территории 2 продовольственных складов в городе Кургане размещено оборудование эвакуированной харьковской артели «Производство весов». Вместе с оборудованием прибыло 16 рабочих и специалистов.
2 января 1942 года в Курган отгружается около 200 станков Харьковского металло-штамповочного завода № 308. Вместе с оборудованием прибыло 74 рабочих и специалистов.
13 января 1942 года издан Приказ № 16 Наркомата боеприпасов СССР о пуске 1-й очереди Курганского механического завода № 603 на базе двух продовольственных складов УГМР.
В конце февраля 1942 завод расширился за счёт эвакуированных цехов Московского станкостроительного завода им. С. Орджоникидзе.
В марте 1942 года организован инструментальный цех, в котором установлено оборудование Московского завода «Манометр».
Завод № 603 8-го Главного управления Наркомата боеприпасов СССР в годы Великой Отечественной войны выпускал капсюльную втулку КВ-4 капсюля-воспламенителя от 30-мм до 100-мм калибра зенитного и пушечного выстрела; в 1942—1943 гг. производил гранаты РГД-33 и РГД-42. Завод неоднократно награждался переходящим Красным Знаменем Государственного комитета обороны СССР. 1008 чел. награждены медалью «За доблестный труд в Великой Отечественной войне 1941—1945 гг.».
После войны завод освоил изделия для автотракторной промышленности и сельского хозяйства: клапаны гидросистем, разрывные муфты, автосвечи М18, шприц штоковый, краны газовые ½ и ¾. Активное строительство жилого сектора привело к созданию Механического посёлка г. Кургана.
С 1961 года организован выпуск заводской газеты «Знамя». В 1960-е гг. продолжал производить капсюльные втулки, а также гальваноударные втулки.
По итогам работы за IX пятилетку Курганскому механическому заводу постановлением Президиума Верховного Совета РСФСР присвоено звание «Имени 50-летия СССР».

### Курганский приборостроительный завод
В 1960 году Курганский Совнархоз предусмотрел развитие наукоёмких производств и поручил Курганскому автобусному заводу организовать изготовление радиотехнических изделий по номенклатуре Минмаша ССР. В 1961 году введён в эксплуатацию 4-х этажный корпус, а в 1968 году радиотехническое производство КАвЗа выделено в самостоятельное предприятие, подчинённое Минмашу СССР. Завод выпускал 13 наименований продукции, в том числе 6 наименований товаров народного потребления и 2 типа радиовзрывателей по заказу Минобщемаша СССР и погранвойск СССР.

### ПО «Курганприбор»
- В июне 1973 года приказом министерства машиностроения СССР № 228 на базе Курганского механического завода и Курганского приборостроительного заводов создается Приборо-механическое объединение «Курганприбор» с численностью 8000 человек.
- В 1984 году на территории Производственного объединения открыт филиал Челябинского радиотехнического техникума.
- По итогам IХ пятилетки ПО «Курганприбор» награждён орденом «Знак Почёта». Торжественное вручение состоялось 26 марта 1976 года во Дворце культуры машиностроителей им. Ленинского комсомола. Орден прикрепил к знамени ПО «Курганприбор» делегат XXV съезда КПСС, член ЦК КПСС, депутат Верховного Совета СССР, первый секретарь обкома КПСС Ф. К. Князев.
- В 1982 году к 40-летию предприятия открылся заводской музей трудовой славы.
- В 1988 года началось снижение объёма производства продукции в связи с сокращением оборонных заказов.
- В октябре 1994 года правительство РФ приняло решение о сохранении ПО «Курганприбор» статуса государственного предприятия. Объём производства в 1994 году составил 68 % от уровня 1986 года.

Основная продукция завода — комплектующие узлы для других заводов министерства. Курганприбор выпускал изделия народного потребления: охранная сигнализация «Нева-10М», «Клен», «Скала»; кассетные магнитолы «Аэлита-101», «Аэлита-102», «Аэлита-204», «Аэлита-208»; портативная рация «Аэлита РС-1»; кухонный комбайн КЭТ-100.
С 2003 года преобразовано в открытое акционерное общество (ОАО) «Курганприбор-А». Для развития подсобного хозяйства в состав ПО «Курганприбор» принят колхоз «Прогресс» Половинского района.

### ОАО «Курганприбор-А»
С 2003 года преобразовано в ОАО «Курганприбор-А».

### ОАО "НПО «Курганприбор»
13 апреля 2007 года создано ОАО "НПО «Курганприбор»
Объем производства в 2018 году — 4,1 млрд руб.

## Продукция
- Оборудование электрохимической защиты
  - Станции катодной защиты
  - Блоки диодно-резисторные
  - Анодный заземлитель «АЗМ-3Х»
  - Универсальные колонки
  - Втулки изоляционные
- Запорная арматура
  - Клапан запорный игольчатый
  - Клапан запорный проходной
  - Кран шаровой
- Рукава высокого давления и арматура для РВД

## Руководители

### Директора Курганского механического завода № 603 имени 50-летия СССР
- 13 января 1942—1942 Мишиев, Шамай Мишиевич
- 1942—1946 Кафанов С. А.
- 1946—1947 Кузьмин Н. В.
- 1947—1950 Бердичевский Е. Д.
- 1950—1958 Полибза, Терентий Дементьевич
- 1958—1973 Пылаев, Виталий Арсентьевич

### Директор Курганского приборостроительного завода
- 1968—1973 Таранов, Евгений Васильевич

### Генеральные директора ПО «Курганприбор»
- 1973—1985 Таранов, Евгений Васильевич
- 1985—1995 Мягков, Вил Алексеевич
- 1995—2001 Касимов, Владимир Алигович

### Внешний управляющий ФГУП «Курганприбор»
- 2002—2003 Муратов, Сергей Николаевич

### Генеральный директор ОАО «Курганприбор-А»
- 2003—2007 Дерягин, Николай Евгеньевич

### Генеральный директор АО "НПО «Курганприбор»
- 2007—2014 Дерягин, Николай Евгеньевич
- С 2014 Колосовников, Фёдор Александрович

### Председатель Совета директоров АО "НПО «Курганприбор»
- Муратов, Сергей Николаевич

## Санкции
20 июля 2023 года, из-за российского вторжения на Украину, «Курганприбор» попал под блокирующие санкции США. Власти отмечали что предприятие «производит комплектующие для ракетных комплексов, ракет и бомб. Вероятно, „Курганприбор“ работает с российскими производителями БПЛА над созданием двигателей для программ вооружения БПЛА». Также, в 2023 году, Курганприбор включён в санкционный список стран Евросоюза:

Компания поставляет вооружение Министерству обороны России по государственному оборонному заказу. Производит взрыватели для танковых выстрелов, наземной и морской артиллерии, реактивных систем залпового огня, зенитных ракетных комплексов. Изготавливает взрыватели и механизмы для ракет, устанавливаемых в РСЗО БМ-30 «Смерч», которые использовались Вооруженными силами РФ в вооружённой агрессии против Украины. Более того, руководство и сотрудники компании публично поддержали агрессивную войну России против Украины и отправляли материальную помощь российским солдатам участвующим в войне— «Официальный журнал Европейского союза», Брюссель, 18 декабря 2023 года
21 февраля 2024 года «Курганприбор» включён в санкционный список Канады против организаций связанных с военно-промышленным комплексом". По аналогичным основаниям предприятие находится в санкционных списках Японии, Украины и Швейцарии.

## Скульптура «Александр Невский»

Бюст Александра Невского

В сентябре 2007 года у здания НПО «Курганприбора» открыт бюст Александра Невского.

## Храм в честь иконы Божией Матери «Порт-Артурская»

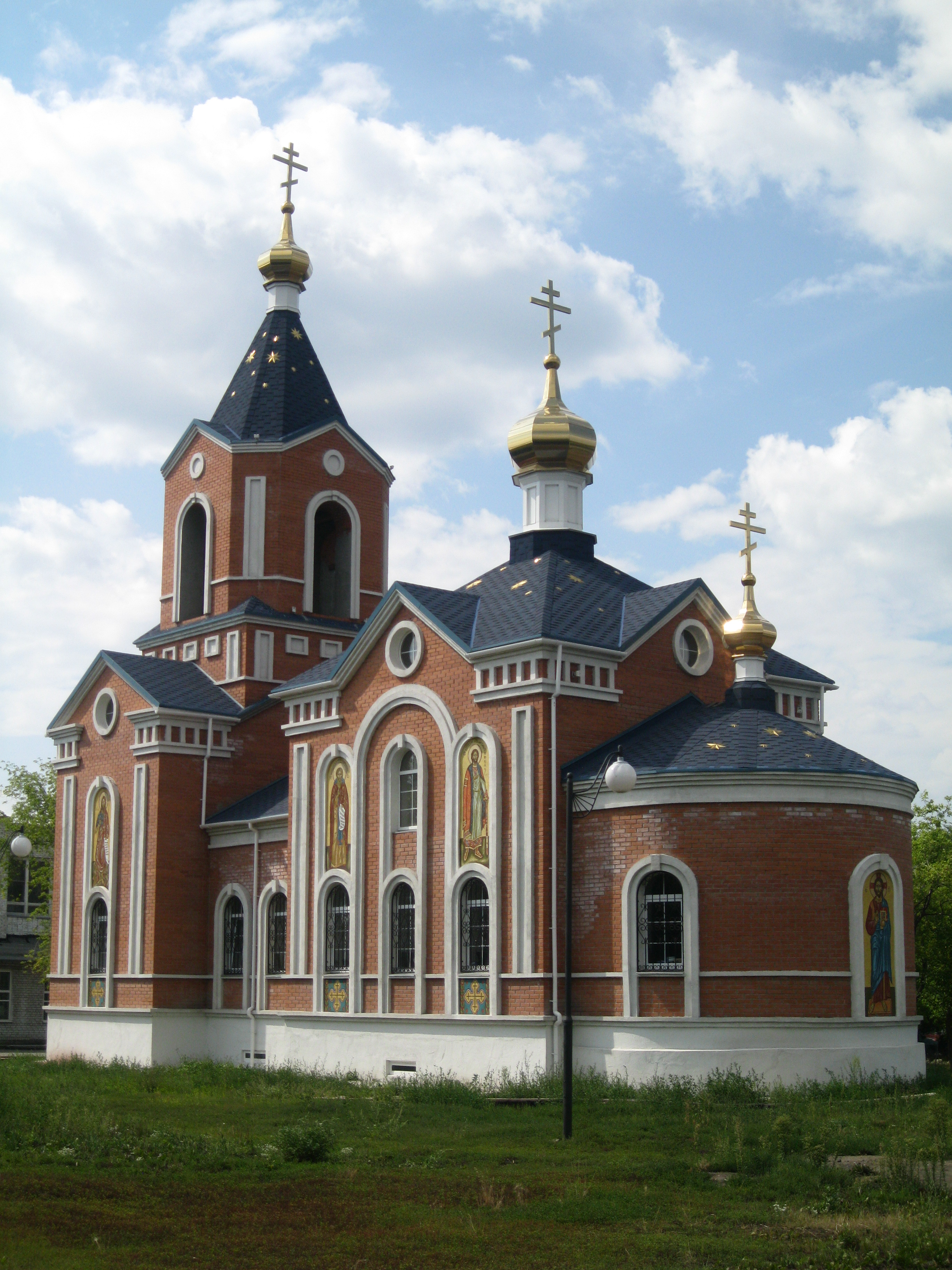
Храм в честь Порт-Артурской иконы Божией Матери Торжество Пресвятой Богородицы

8 апреля 2012 года в Вербное воскресенье в год 70-летия «Курганприбора» на территории завода, недалеко от заводской проходной, Высокопреосвященнейший Константин, архиепископ Курганский и Шадринский освятил новый храм в честь иконы «Порт-Артурская». После освящения в храме была совершена первая литургия. Строительство храма осуществлено благодаря руководству и трудовому коллективу предприятия "НПО «Курганприбор». Архиепископ Константин отметил в своей речи на празднестве освящения символичность возведения храма оборонным предприятием, а также подчеркнул, что российский народ возвращается к своим святыням.

## Музей военной техники
С 2015 года на заводе «Курганприбор» существует музей военной техники.
Среди экспонатов представлены:
- Автоматическая зенитная пушка С-60, оборудованная электрическим следящим приводом ЭСП-57
- Боевая машина 9П138 (Реактивная система залпового огня 9К55 «Град-1»)
- 122-мм гаубица образца 1938 года (М-30)
- 152-мм гаубица-пушка образца 1937 года (МЛ-20)
- 76-мм дивизионная пушка образца 1942 года (ЗИС-3)
- 85-мм дивизионная пушка Д-44

## Коллектив
- 1980 год — 8100 чел.
- 1990 год — 7800 чел.
- 1995 год — 3300 чел.
- 1999 год — 1484 чел.
- 2000 год — 1450 чел.
- 2012 год — около 1200 чел.
- 2018 год — 2050 чел.
- 2019 год — 2306 чел.

### Награды коллектива
- Орден Ленина — 7 чел.
- Орден Октябрьской Революции — 7 чел.
- Орден Трудового Красного Знамени — 51 чел.
- Орден «Знак Почёта» — коллектив завода и 65 чел.
- Орден Трудовой Славы III степени — 49 чел.